# Auburn (Maine)
Auburn é uma cidade localizada no estado americano do Maine, no Condado de Androscoggin. Foi fundada em 1786, e incorporada em 1868.

## Geografia
De acordo com o United States Census Bureau, a cidade tem uma área de 170,3 km², onde 153,7 km² estão cobertos por terra e 16,6 km² por água.

## Demografia
Segundo o censo nacional de 2010, a sua população é de 23 055 habitantes e sua densidade populacional é de 150 hab/km². É a quinta cidade mais populosa do estado. Possui 11 016 residências, que resulta em uma densidade de 71,69 residências/km².